# DLSCL J0916.2+2951
DLSCL J0916.2+2951 ist eine Kollision zweier Galaxienhaufen im frühen Universum. Die Kollision begann etwa 700 Millionen Jahre vor der heutigen Beobachtung, ist etwa 5,23 Milliarden Lichtjahre von der Erde entfernt und hat einen Durchmesser von 8 Millionen Lichtjahren.
Das Objekt befindet sich im Sternbild Krebs. Es wird angenommen, dass die Struktur zu 86 % aus dunkler Materie, zu 12 % aus heißem Gas und zu 2 % aus leuchtenden Sternen besteht. Die Entdeckung der sichtbaren Strahlung erfolgte mit Hilfe des Hubble-Teleskops, des Subaru-Teleskop und des Mayall Teleskop.
Die Beobachtung der sichtbaren Strahlung im Zusammenhang mit dem Gravitationslinseneffekt ermöglichte auch die Bestimmung des Anteils dunkler Materie. Die beiden Keck-Teleskope und das Chandra-Teleskop haben Aufnahmen von der Röntgenstrahlung gemacht.